# 鹤草
鹤草（学名：Silene fortunei）为石竹科蝇子草属的植物。分布在台湾岛以及中国大陆的山东、长江流域和黄河流域南部、福建、甘肃、陕西、山西、河北、四川等地，生长于海拔200米至2,000米的地区，常生长在平原、低山草坡及灌丛草地，目前尚未由人工引种栽培。

## 别名
蝇子草（华北经济植物志要） 蚊子草（陕西关中） 野蚊子草（江苏南部种子植物手册）